# Morti nel 1280
| Questa pagina contiene informazioni ricavate automaticamente dalle voci biografiche con l'ausilio del template Bio e di un bot. L'aggiornamento è periodico e automatico e ricostruisce completamente la pagina. Se manca una persona in questa lista, sei pregato di non aggiungerla, ma accertati piuttosto che la sua voce biografica contenga il template Bio e che i dati anagrafici siano correttamente compilati. Se il template Bio manca, inseriscilo tu stesso o, in alternativa, metti l'avviso {{tmp\|Bio}} che ne segnala la mancanza. Se i dati riportati sono sbagliati, correggi direttamente la voce biografica; le modifiche saranno visibili in questa lista entro pochi giorni. Per chiarimenti vedi il progetto biografie. La lista contiene solo le 27 persone che sono citate nell'enciclopedia e per le quali è stato implementato correttamente il template Bio. Pagina aggiornata al 10 ago 2025. |

- 10 febbraio - Margherita II di Fiandra, nobile fiamminga (n. 1202)
- 6 aprile - Jacopo Contarini, politico e diplomatico italiano
- 4 maggio - Paolino Bigazzini, monaco cristiano italiano
- 9 maggio - Magnus VI di Norvegia, re norvegese (n. 1238)
- 19 maggio - Salatiele, notaio, docente e giurista italiano (n. 1210)
- 2 giugno - Iolanda di Borgogna-Nevers, nobile francese (n. 1247)
- 27 luglio - Nevolone, beato italiano
- 7 agosto - Kujō Motoie, poeta giapponese (n. 1203)
- 22 agosto - Papa Niccolò III, papa e cardinale italiano
- 24 agosto - Mudzaffar Shah II di Kedah, sovrano malese
- 4 ottobre - Hartmann I di Grüningen, nobile tedesco
- 15 novembre - Alberto Magno, vescovo cattolico, scrittore e filosofo tedesco
- 18 novembre - Aimone II di Ginevra, nobile
- 30 dicembre - Margherita Colonna, religiosa italiana (n. 1255)
- Baraka Khan, sultano egiziano (n. 1260)
- Cavalcante dei Cavalcanti, filosofo italiano (n. 1220)
- Drogön Chögyal Phagpa, monaco buddista tibetano (n. 1235)
- Koun Ejō, monaco buddista giapponese (n. 1198)
- Baba Farid, mistico indiano
- Giovanni I de la Roche, nobile francese
- Gerhard von Katzenelnbogen
- Masseo di Assisi, francescano italiano
- Mojs II, nobile ungherese
- Bi Bi Monajemeh Nishaburi, matematica e astronoma iraniana (n. 1203)
- Orda Khan, condottiero mongolo (n. 1204)
- Beatrice di Castiglia, nobile spagnola (n. 1254)
- Isaac ben Joseph di Corbeil, rabbino francese